# Abarema zollerana
Abarema zollerana és una espècie de llegum del gènere Abarema de la família Fabaceae.